# Tara Fitzgerald
Tara Fitzgerald (ur. 18 września 1967) – angielska aktorka filmowa i telewizyjna.

## Filmografia
seriale
- 1992: Anglo Saxon Attitudes jako Młoda Dollie Stokesay
- 1996: Tajemnice domu na wzgórzu jako Helen Graham
- 2002: Rose and Maloney jako Annie Sorensen-Johnson
- 2011: Trupia farma jako Eve Lockhart
- 2014: Exodus: Bogowie i królowie jako Miriam

film
- 1991: The Black Candle jako Victoria Mordaunt
- 1994: Syreny jako Żona pastora
- 1996: Orkiestra jako Gloria
- 1998: Little White Lies jako Beth
- 2001: Ciemnoniebieski świat jako Susan
- 2003: Nie oddam zamku jako Topaz Mortmain
- 2005: Like Father, Like Son jako D.I. Harkness
- 2009: U Be Dead jako Debbie Pemberton
- 2014: Exodus: Bogowie i królowie
- 2019: Król jako Hooper

## Nagrody i nominacje
Została nominowana do nagrody AFI / AACTA.